# سهير حماد
سهير حماد هي شاعرة وكاتبة وناشطة سياسيّة أمريكيّة فلسطينيّة من مواليد سنة 1973. ولدت في عمان عاصمة الأردن وهاجرت وعائلتها للولايات المتحدة واستقرت في بروكلين وهي في الخامسة من عمرها. بطلة فيلم ملح هذا البحر.
وحاصلة على جائزة توني عام 2003.
تأثرت سهير حماد بموسيقى الهيب هوب في شوارع مدينة بروكلين الأمريكية، حتى أصبحت واحدة من أبرز الشعراء في المدينة. سهير أيضًا هي أول فلسطينية تقدم عروضها الشعرية في مسرح «برودواي» الشهير.

## أعمالها الأدبية
تجمع الشاعرة بين ثقافتها العربيّة الإسلاميّة والثقافات الغربيّة والأميركيّة على نحو تعددي ثري ومنفتح وإنسانيّ. نشرت أول مجموعة شعرية لها بعنوان «فلسطينية بالولادة، سوداء بالولادة» عام 1996 ثم مجموعة أخرى في العام نفسه بعنوان «قطرات من هذه القصة» وصدرت آخر مجموعة لها عام 2008 تحت عنوان «قصائد عاجلة». نالت حماد عدة جوائز أدبيّة وفنيّة كان آخرها جائزة الكتاب الأميركي عام 2009.

## روابط خارجية
- سهير حماد على موقع IMDb (الإنجليزية)
- سهير حماد على موقع ألو سيني (الفرنسية)
- سهير حماد على موقع أول موفي (الإنجليزية)
- سهير حماد على موقع قاعدة بيانات برودواي على الإنترنت (الإنجليزية)
- سهير حماد على موقع قاعدة بيانات الفيلم (الإنجليزية)
- سهير حماد على موقع كينوبويسك (الروسية)